# 松本孝
松本 孝（まつもと たかし、1932年9月28日 -2016年11月27日）は、日本の小説家。
東京府生まれ。早稲田大学第一文学部仏文科卒。ルポライターを経て、1960年「夜の顔ぶれ」で直木賞候補になった。『週刊新潮』に「黒い報告書」を書いていた。のち官能小説家として活躍する。

## 著書
- 『黒い報告書』（新潮社（ポケット・ライブラリ）1961年）
- 『夜の顔ぶれ』（光風社 1963年）
- 『夜と死の群像 黒い報告書より』（圭文館 1963年）
- 『欲望空路』（青樹社 1966年）
- 『新宿ふうてんブルース』（三一書房（さんいちぶっくす） 1968年）
- 『陰画の情景 現代妖女館』（青樹社 1970年）
- 『妖女入門』（駿河台書房 1970年）
- 『遊びすごした天使』（青樹社 1970年）
- 『女の絶頂』（青樹社 (Big books) 1976年）
- 『濡れすぼけ』（青樹社 (Big books) 1976年）
- 『あえぐ癖』（青樹社 (Big Books) 1977年）
- 『女狩り』（青樹社 (Big books) 1977年）
- 『濡れる肌』（青樹社 (Big books) 1978年 のちピラミッド文庫）
- 『濡れた訪問者』（広済堂出版 (Kosaido blue books) 1978年）
- 『抱きごこち』（青樹社 (Big books) 1978年）
- 『モデルの寝室』（青樹社 (Big books) 1979年）
- 『肌ぐるい』（日本文華社(文華新書・小説選集) 1979年）
- 『令嬢七奈子の夏』（青樹社 (Big books) 1980年）
- 『獲物は失神』（日本文華社 (文華新書・小説選集) 1981年）
- 『抱きしめて』（青樹社 (Big books) 1982年）
- 『快感地獄』（日本文華社 (文華新書・小説選集) 1983年 のち光文社CR文庫）
- 『夜の試着室』（青樹社 (Big books) 1983年 のち光文社CR文庫）
- 『愛人バンクの女』（日本文華社 (文華新書・小説選集) 1984年）
- 『密通代理人 便利屋オーダー・ノート』（青樹社 (Big novels) 1984年）
- 『死を招く欲望』（有楽出版社 1985年）
- 『快感美人』（日本文華社 (文華新書・小説選集) 1986年）
- 『ギャル狩り』（青樹社 (Big books) 1986年）
- 『女霊感師、いく!』（グリーンアローノベルス 1987年）
- 『絶頂美女狩り』（日本文華社 (文華新書・小説選集) 1987年）
- 『欲しがる肌』（ピラミッド文庫 1987年）
- 『スキャンダル狩り』（光文社CR文庫 1987年）
- 『熟れた誘惑』（ピラミッド文庫 1987年）
- 『犯されても処女』（ピラミッド文庫 1987年）
- 『美少女の匂い』（ピラミッド文庫 1987年）
- 『ゼロからの失神』（ピラミッド文庫 1987年）
- 『柔肌の吐息』（ピラミッド文庫 1987年）
- 『絶頂請負人』（青樹社 (Big books) 1988年）
- 『悪女の肌ざわり』（ピラミッド文庫 1988年）
- 『姦の風景』（ベストセラーノベルズ 1988年）
- 『絶頂仕事人』（青樹社 (Big books) 1989年）
- 『美ケ原高原殺人事件』（松本佳子共著 青樹社 (Big books) 1989年）
- 『絶頂遊戯』（青樹社 (Big books) 1990年）
- 『絶頂コレクター』（青人社 (Dolive books) 1991年）
- 『絶頂教授』（青樹社 (Big books) 1991年）
- 『絶頂美女狩り』（青樹社 (Big books) 1991年）
- 『絶頂美獣狩り』（青樹社 (Big books) 1994年）
- 『密戯の狩人 ラブ・ミッション/夜逃げ屋稼業』（桃園新書 1995年）